# Javier Salamero Marco
Javier Salamero Marco, conegut com a Javi Salamero (Saragossa, 26 de juny de 1971, és un entrenador de futbol aragonès.

## Trajectòria
Després de viure els anys daurats del CF Lloret, CF Calella, CD Blanes, CE Premià i Vilobí CF, un club modest d'un poble petit que va ser exemple de futbol base a l'altura dels grans del futbol estatal, entrenaria la Fundació Esportiva Figueres.
El 2005, es va incorporar al Girona Futbol Club, on ha viscut moments molt bons i molt dolents. Va arribar al club a Tercera Divisió, i la temporada 2006-07 el va ascendir a Segona B sent entrenador juntament amb Ricardo Rodríguez. També amb ell com a director esportiu, l'equip català va arribar a Segona A. La temporada 2008/2009, Salamero va haver de fer càrrec del primer equip les últimes jornades i en només 2 partits el va salvar del descens a la Segona B.
Després de cinc anys lligat al club gironí i després d'una reeixida etapa tant com a director esportiu com a entrenador, el setembre de 2010 marxà de l'entitat.
El 25 de març de 2012, Salamero és cridat pel Girona FC per intentar aconseguir la permanència a Segona Divisió, esdevenint així el tercer entrenador del club català en aquella mateixa temporada. Finalment, tornà a aconseguir la salvació en la categoria de plata pel Girona FC; un èxit que no va derivar en la renovació per desavinences econòmiques.
Salamero es va incorporar a la Unió Esportiva Llagostera com a nou director esportiu del conjunt gironí l'estiu de 2012. No obstant això, després d'un mal inici de temporada 2012-13 per part del Club Gimnàstic de Tarragona, l'entitat grana destituí el seu entrenador Kiko Ramírez i contractà Salamero per substituir-lo. De la mà del tècnic aragonès, el Nàstic va abandonar la zona baixa de la classificació i va arribar a les primeres posicions, encadenant fins a 8 victòries consecutives que li van permetre aspirar a entrar al "play-off" d'ascens, que finalment no aconseguí, acabant com a sisè classificat. Malgrat aconseguir nombres positius, el fet de no entrar en la promoció va provocar que l'entrenador aragonès no fos renovat pel club tarragoní.
El 23 de juny de 2013, el Girona FC anuncia el seu retorn com a director esportiu; però deu dies després, Salamero signa com a nou tècnic del CE Sabadell, després de tenir discrepàncies amb el propietari del club gironí, Josep Delgado. Després de molts partits perduts fou destituït del CE Sabadell.
 Miquel Olmo (16-42)

## Clubs
| Club                        | País      | Categoria                           | Any            |
| --------------------------- | --------- | ----------------------------------- | -------------- |
| Girona Futbol Club          | Catalunya | Segona Divisió B i Segona Divisió A | 2007 2009 2012 |
| Centre D'Esports Farners    | Catalunya | Primera Catalana                    | 2011-2012      |
| Club Gimnàstic de Tarragona | Catalunya | Segona Divisió B                    | 2012-2013      |
| CE Sabadell FC              | Catalunya | Segona Divisió A                    | 2013-2013      |